# La donna dalle quattro facce
La donna dalle quattro facce (The Woman with Four Faces) è un film muto del 1923 diretto da Herbert Brenon. La sceneggiatura si basa sul lavoro teatrale The Woman With Four Faces di Bayard Veiller.

## Trama
Elizabeth West è una ex truffatrice. Pentita, ora collabora insieme al procuratore distrettuale Templer che lavora per mettere fuori gioco una gang di trafficanti di droga. Elizabeth riesce a catturare la banda e a conquistare il cuore di Templer.

## Produzione
Il film fu prodotto dalla Famous Players-Lasky Corporation

## Distribuzione
Il copyright del film, richiesto dalla Famous Players-Lasky Corp., fu registrato il 27 giugno 1923 con il numero LP19166.
Distribuito dalla Paramount Pictures, il film - presentato da Jesse L. Lasky - fu proiettato in prima a New York il 17 giugno 1923, uscendo nelle sale cinematografiche USA il 24 giugno. In Francia venne distribuito con il titolo La Femme aux quatre masques il 3 ottobre 1924.